# 豊見城市立豊崎小学校
豊見城市立豊崎小学校（とみぐすくしりつ とよさきしょうがっこう）は、沖縄県豊見城市豊崎にある公立小学校。

## 概要
- 本校は、座安小学校の一部学区を分離して開校した。

## 沿革
- 2009年（平成21年） - 第1回豊見城市立学校通学区域審議会開催。
- 2010年（平成22年）12月 - 公募により、校名を「豊崎小学校」と決定。
- 2012年（平成23年）11月 - 豊見城市立豊崎小学校・幼稚園開校準備室設置し、豊見城市立座安小学校から豊崎地区と翁長地区を校区として選定。
- 2012年（平成24年）4月1日 -  豊崎幼稚園開園・豊崎小学校が開園・開校。
- 2022年（令和4年）9月9日 - 豊崎小学校創立10周年記念式典挙行。

## 通学区域
出典
- 字与根（510番地3号〜510番地6号、511番地〜511番地5号、512番地2号〜512番地8号、512番地10号、512番地16号〜512番地19号）
- 字翁長（全域・ただし、343番地1号〜345番地2号、345番地5号、345番地7号、347番地〜348番地、370番地〜371番地1号、372番地1号〜377番地2号、379番地〜383番地、396番地〜398番地、406番地〜407番地、413番地〜434番地1号、435番地1号、439番地1号、440番地〜441番地3号、441番地号、448番地〜456番地3号、457番地1号、457番地3号、457番地5号、458番地〜459番地1号を除く。）
- 字豊崎（全域）

## 進学先中学校
出典
- 豊見城市立豊崎中学校

## 周辺
- 豊見城市立豊崎幼稚園 - 同一敷地内で、かつ進級前幼稚園のひとつ。
- 社会福祉法人群星福祉会豊崎保育園 - 進級前保育園のひとつ。
- 豊見城市立豊崎中学校 - 豊見城市道をはさんで敷地が隣接。かつ主な進学先中学校。
- 豊見城市立ふれあい広場（公園）
  - このほか、ふれあい広場以外の公園も点在する。
- 聖愛クロス保育園豊崎 - 豊見城市道をはさんで敷地が隣接。かつ進級前保育園のひとつ。
- 紗raraピアノ教室 - 豊見城市道をはさんで敷地が隣接。
- どりーむピアノ教室
- 沖縄県道249号東風平豊見城線
- 豊崎ライフスタイルセンターTOMITON
- 沖縄アウトレットモールあしびなー

## アクセス
- 琉球バス交通・沖縄バスで、「豊崎入口」停留所下車後、
  - 道の駅豊崎・豊崎美らSUNビーチ・豊崎営業所方面行のりばから、徒歩約470m・約7分。
  - 豊見城市役所・豊見城中央病院前・赤嶺駅・那覇バスターミナル・沖縄療育園前・宜野湾営業所・琉球大学北口駐車場・与那城・宜野湾市・北谷町方面行のりばから、徒歩約455m・約7分。
  - 停車系統は、琉球バス交通で、105系統「豊見城市内一周線」・55系統「牧港線」・56系統「浦添線」・88系統「宜野湾線」・98系統「琉大線」・256系統「浦添てだこ線」、沖縄バスで、27系統「屋慶名線」、32系統「コンベンションセンター線」、39系統「南城線」、43系統「北谷線」、87系統「赤嶺てだこ線」の各系統。